# (236) Гонория
(236) Гонория (лат. Honoria) — довольно большой астероид главного пояса, принадлежащий к редкому спектральному классу L. Он был обнаружен 26 апреля 1884 года австрийским астрономом Иоганном Пализой в обсерватории города Вена и назван в честь Юсты Гонории, внучки римского императора Феодосия I, сестры императора Западной Римской империи Валентиниана III. 

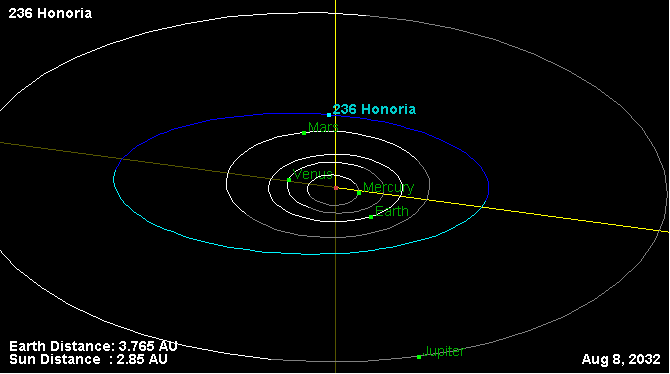
Орбита астероида Гонория и его положение в Солнечной системе